# Carole Baskin
Carole Baskin (Texas, 6 giugno 1961) è un'attivista e imprenditrice statunitense. 
È una grande appassionata di grandi felini americani e proprietaria del Big Cat Rescue, uno zoo no profit con sede vicino a Tampa, in Florida.
Ha attirato l'attenzione dell'opinione pubblica quando venne raccontata la sua vita nella serie di documentari Netflix del 2020, Tiger King, in relazione agli scontri con l'operatore di uno zoo privato con sede in Oklahoma, noto come Joe Exotic. La serie Netflix segue sia Baskin che Joe Exotic, filmando le loro faide sulla corretta gestione di animali esotici in zoo privati. Dopo l'uscita della serie, la Baskin è stata presa di mira dai meme di Internet relativi alla scomparsa di Don Lewis, il suo secondo marito.

## Biografia
Quando aveva 17 anni si è trasferita a Tampa con Michael Murdock, il suo capo al grande magazzino per cui lavorava. La coppia si sposò il 7 aprile 1979, ma la Baskin affermò di non averlo mai amato e di averlo sposato solo perché i suoi genitori erano delusi dal fatto che vivessero insieme al di fuori del matrimonio. Poco dopo è rimasta incinta, e, dopo nove mesi diede alla luce, il 16 luglio 1980 Jamie Veronica Murdock. Nel 1980, quando aveva 19 anni, lanciò una patata a Murdock mentre questi tentava di attaccarla. Per evitare la sua reazione corse a piedi nudi fuori dalla loro casa, dove su Nebraska Avenue incontrò Don Lewis, il suo futuro marito. Lei e Lewis si fidanzarono anche se erano ancora entrambi sposati. Diventò una delle tante donne di Lewis e sostanzialmente aumentò la sua ricchezza aiutandolo a comprare e vendere immobili dal 1984. La coppia ha successivamente divorziato dai rispettivi coniugi, sposandosi nel 1991.
Come Carole Lewis, lei e suo marito Don hanno fondato nel 1992, Wildlife on Easy Street, un santuario degli animali, in particolare per i grandi felini, situato nei pressi di Tampa. Lewis scomparve nell'agosto 1997 e fu dichiarato legalmente morto nel 2002. Ne seguì una disputa tra lei e i figli di Lewis sulla proprietà, con il suo prevalere come principale erede. Il caso della sua scomparsa è tuttora aperto. Baskin è l'attuale amministratore delegato del santuario, che, dopo la morte di Lewis nel 1997, ha ribattezzato Big Cat Rescue. Per promuovere l'attivismo contro gli zoo privati ha utilizzato social media come Facebook, YouTube e il suo podcast "The Cat Chat". Il New York Times e The Hollywood Reporter l' hanno descritta come un'attivista per i diritti degli animali. Nel marzo 2020 Big Cat Rescue venne temporaneamente chiuso al pubblico a causa della pandemia di COVID-19 giunta anche in Florida.

### Rivalità con Joe Exotic eTiger King
Baskin ha in corso una lunga faida con l'ex proprietario del Greater Wynnewood Exotic Animal Park a Wynnewood, in Oklahoma, parco che prende il nome di Joe Exotic. Joe Exotic ha affermato che la Baskin fosse coinvolta nella scomparsa di Lewis, suo marito. Exotic così intraprese una serie di molestie contro Baskin, inclusa la violazione del marchio. Nel 2013, un tribunale ha ordinato a Joe Exotic un risarcimento di 1 milione di dollari in danni, portando al suo fallimento. Nel 2020 è stato condannato per aver addirittura tentato di assumere un sicario per ucciderla.